# Тузла (Истанбул)
Тузла (на турски: Tuzla) е община и квартал в Истанбул, Турция. Има население от 288 878 души (2022 г.) и площ от 138 km2. Намира се в азиатската част на града до община Пендик. Тузла е на нос на брега на Мраморно море, на източната граница на града. Кметът е Ерен Али Бингьол (РНП).

## История
Гръцкото име на носа е Акритас (Ακρίτας). По време на управлението на Османската империя мнозинството от жителите на Тузла са гръцки фермери и рибари. Местното гръцко население на Тузла е разменено с турското население на Солун, Кавала и Драма по време на обмена на население между Гърция и Турция след Лозанския договор и основаването на Турската република през 1923 г.

## Състав
В Тузленски квартал има 17 махали:
- Акфърат
- Анадолу
- Айдънлъ
- Айдънтепе
- Джами
- Евиля Челеби
- Фатих
- Ичмелер
- Истасион
- Месджит
- Мимар Синан
- Орханлъ
- Орта
- Постане
- Шифа
- Тепейорен
- Яйла

## Икономика и екология
Въпреки че рибарските лодки все още присъстват в Тузла днес, до края на 80-те години на ХХ век риболовът е до голяма степен изместен от промишлените услуги, особено корабостроенето. Корабостроителниците на Тузла са активни. Земеделието продължава да бъде разпространено около вътрешните части на Тузла.
Тузла е най-известна с крайбрежието си и изобилието от рибни ресторанти. Също така е популярно място за богати или пенсионирани жители на Истанбул да се преместят в къщи, които са по-далеч от града. Пътуването до Кадъкьой от Тузла с обществен транспорт отнема около 40 минути до един час, докато европейските транзитни центрове Еминьоню и Бешикташ са на още 30 минути с ферибот.
Влажните зони от крайбрежието са богати на птици, но местообитанията до голяма степен са влошени поради ускоряващия се растеж на града, както и изхвърлянето на екологични продукти от фабриките. И до днес замърсяването на околната среда остава преобладаващ проблем в Тузла.
Честите смъртни случаи на работници в корабостроителницата са обичайно явление в Тузла. Това води до критики към правителството за липсата на контрол върху незаконното наемане на работа и бездействието по отношение на компаниите и подобряването на условията им на труд. През февруари и март 2008 г. хиляди работници стачкуват за по-добри заплати и условия. Полицията се намесва в демонстрациите и 86 работници са задържани, 15 от тях бяха ранени.

## Галерия
- Тузла
- Завод за алуминий в Тузла
- Жилищна сграда в Тузла
- Жилищни сгради в Тузла
- Жилищни сгради в Тузла
- Жилищни сгради в Тузла
- Крайбрежието на Тузла
- Зала Атакан Демирсерен вучилище Коч
- Училищен комплекс с басейни Коч
- Кампус на университета Сабанджъ

## Важни места
- Университет Окан
- Университет Пири Рейс
- Университет Сабанджъ
- Турска военноморска академия
- Състезателна писта „Истанбул парк“